# حكمة (مجلة)
مجلة حكمة (بالتركية العثمانية: حکمت) كانت مجلة الأسبوعية نُشرت في إسطنبول من عام 1910 إلى عام 1911، واحدة من أوائل المجلات الصوفية التي تأسست خلال الفترة الدستورية الثانية في الدولة العثمانية. نشرها الشهبندرزاده أحمد حلمي الفيلبي (1865-1914)، وهو صوفي ومؤلف ومفكر تركي. كان عنوان المجلة الفرعي "الاتحاد حياة والتفرقة موت" (بالتركية العثمانية: اتحاد حيات وتفرقت مماتير). نُشر مجلدان بإجمالي 79 إصدارًا وغطت موضوعات سياسية واقتصادية واجتماعية بالإضافة إلى مقالات عن الفلسفة والتصوف الإسلامي والأدب الصوفي. أدى انتقاد حلمي لجمعية اتحاد وتفرقة في النهاية إلى تعليق مجلة حكمة. بالإضافة إلى مجلة جكمة، قام أيضًا حلمي بنشر المجلات "جايلاك" و "اتحاد الإسلام" و "جوشكون كالندر".

## قراءة إضافية
- أديب خالد : سياسات الإصلاح الثقافي الإسلامي: التجديد في آسيا الوسطى ، لوس أنجلوس 1998.
- أ. كوجاك: بير بلقان محاشير: فيليبيلي أحمد حلمي في 'حكمت' غازيتسيندي بلكانلار، فيليبيلي أحمد حلمي والبلقان في صحيفة "حكمت، في: موتيف أكاديمي هالك بيليمي ديرجيسي (مجلة أكاديمية موتيف الفولكلورية)، 2012.
- أحمد شيحون: المفكرون الإسلاميون في أواخر الدولة العثمانية وأوائل الجمهورية التركية ، ليدن 2014.

## روابط خارجية
- النسخة الإلكترونية: حكمت
- المجموعات الرقمية: Arabische، persische und osmanisch-türkischeperiodika